# تشارلز إتش بيكر جونيور
تشارلز إتش بيكر جونيور (بالإنجليزية: Charles H. Baker, Jr.)‏ هو كاتب أمريكي، ولد في 25 ديسمبر 1895 في Zellwood, Florida ‏ في الولايات المتحدة، وتوفي في 11 نوفمبر 1987 في نيبلز في الولايات المتحدة.